# Пронин, Виктор Алексеевич
Ви́ктор Алексе́евич Про́нин (20 сентября 1938, Днепропетровск — 18 июля 2023, Одинцово) — русский прозаик и журналист, представитель детективного жанра, автор многих известных произведений.

## Биография
Окончил Днепропетровский горный институт в 1960 году, работал на заводе «Запорожсталь», затем журналистом. В середине 1960-х начал писать прозу. Свою первую повесть «Симбиоз» отправил сначала в «Новый мир» Твардовского, затем в «Октябрь» Кочетова. Оба обещали её опубликовать, но передумали. В итоге повесть вышла отдельным изданием под названием «Продолжим наши игры» (1987). Первая опубликованная книга — «Слепой дождь» (1968). Работал в отделе морали и права журнала «Человек и закон».
Среди произведений Виктора Пронина наиболее известным является повесть «Женщина по средам», по которой был поставлен фильм «Ворошиловский стрелок». Также известными являются такие произведения, как «Слепой дождь», «Тайфун», «Особые условия», «Кандибобер», «Каждый день самоубийство», «Падай, ты убит», «Смерть президента», «Дурные приметы», «Высшая мера», «Победителей не судят», «Женская логика» (экранизирована), «Брызги шампанского». Автором написана также серия книг «Банда», состоящая из 8 частей (экранизирована).
Скончался 18 июля 2023 года на 85-м году жизни, похоронен на кладбище в селе Ромашково Одинцовского района Московской области.

## Экранизации
- 1981 — «Самоубийство» (Телеспектакль по повести «Каждый день самоубийство»)
- 1999 — «Ворошиловский стрелок» (по повести «Женщина по средам»)
- 2001 — «Гражданин начальник» (15 серий) (по романам «Банда», «Банда-2», «Банда-3» и «Банда-5»)
- 2001 — «Женская логика» (2 серии) (по одноимённому роману)

С использованием персонажей книг Виктора Пронина сняты телефильмы «Женская логика-2», «Женская логика-3», «Женская логика-4», «Женская логика-5», телесериалы «Гражданин начальник-2» и «Гражданин начальник-3».
Кинокомпанией «Черома-фильм» куплены права на экранизацию рассказа Виктора Пронина «Из самых лучших побуждений». Сценарий написан Виктором Прониным в соавторстве с Игорем Черницким.